# Хабибуллин, Булат Нурмиевич
Булат Нурмиевич Хабибуллин  (24 мая 1958 года, с. Байряка Бавлинского района Татарской АССР) — советский и российский ученый, математик. Специалист в области комплексного анализа, теории потенциала,  теории функций, функционального анализа. Автор почти 400 печатных работ, из которых более 340 научных — по данным общероссийского математического портала MathNet.

## Биография
В детстве он увлекался математикой. После обучения в восьмилетней школе (с 1997 г. Уруссинская гимназия) рабочего посёлка Уруссу Татарской АССР (1-6 классы) и окончания 10-го класса средней школы № 9 г. Октябрьского Башкирской АССР в 1975 г. с похвальным отзывом II степени за успешное выступление на Всесоюзной олимпиаде школьников по математике 1975 г. (г. Саратов) поступил на математический факультет Башкирского государственного университета (ныне Уфимский университет науки и технологий).имени 40-летия Октября. Окончив вуз по кафедре теории функций и функционального анализа, в 1980 году поступил в аспирантуру Башкирского филиала АН СССР. С 1983 года работает в Башкирском государственном университете (ныне Уфимский университет науки и технологий): ассистент (1993 г.), старший преподаватель (1995 г.), доцент (1988 г.), профессор (1996 г.). Заведующий кафедрой высшей алгебры и геометрии БашГУ (ныне Уфимский университет науки и технологий)с 1994 г.

## Математическая деятельность
Кандидатская диссертация «Теоремы сравнения и свойство однородности для субгармонических функций» — 1985 (Ростовский государственный университет имени М. А. Суслова, научный руководитель — д.ф-м.н., проф. И.Ф. Красичков-Терновский, оппоненты д.ф.-м.н., проф. В.С. Азарин, д.ф.-м.н., проф. В.П. Захарюта). Докторская диссертация «Распределение нулей целых функций и выметание» — 1993 г. (Украина, г. Харьков,Физико-технический институт низких температур имени Б.И. Веркина НАН Украины; оппоненты - д.ф.-м.н., проф. В.С. Азарин, д.ф.-м.н., проф. Л.И. Ронкин, д.ф.-м.н., проф., чл.-корр. НАН Украины П.М. Тамразов) и 1994 г. (РФ, Санкт-Петербург, Санкт-Петербургское отделение Математического института имени В. А. Стеклова РАН, нострификация; экспертное заключение - д.ф.-м.н., проф. В.П. Хавин).
В 1993-2022 гг. руководитель более 20 грантов Российского фонда фундаментальных исследований и гранта Российского научного фонда, других фондов, исполнитель более чем в 10 грантах и научно-технических программах. Бессменный организатор и  председатель оргкомитета более десятка Международных школ-конференций для студентов, аспирантов и молодых учёных «Фундаментальная математика и её приложения в естествознании» в БашГУ (ныне Уфимский университет науки и технологий), а также нескольких предшествующих всероссийских и региональных школ-конференций той же направленности — каждая  с участием более 200 молодых исследователей с секционными докладами и более 40 ведущих российских и зарубежных учёных с пленарными докладами для научной молодёжи, с публикацией тезисов и сборников трудов. Член редколлегии журналов «Уфимский математический журнал», «Azerbaijan Journal of Mathematics», «Доклады Башкирского университета». Рецензент Mathematical Reviews и многих российских и зарубежных журналов, многократно - оппонент на защитах докторских и кандидатских диссертаций. Три защитившихся аспиранта/соискателя. Выступал с циклами лекций в   McGill University  (Монреаль, 1998),  Beijing Normal University (Пекин, 2010), University of Cyprus (Никосия, 2007 и 2011 гг.). Участник и докладчик на около ста  международных, всесоюзных и российских конференциях и симпозиумах.

## Награды
Отличник образования Республики Башкортостан(2005 г.). Почетная грамота Минобрнауки России (2008 г.), отраслевая награда  "Почётный работник высшего профессионального образования Российской Федерации" (2011 г.),  ведомственная награда нагрудный знак "За развитие научно-исследовательской работы студентов" (2013 г.). Премия АН РБ имени чл.-корр. АН СССР А.Ф. Леонтьева за цикл математических работ (2013 г.), Государственная премия Республики Башкортостан в области науки и техники (2021 г.).

## Основные научные результаты
Разработана общая схема двойственного представления суперлинейных функционалов на проективных пределах векторных решеток и техника построения огибающих в рамках векторной, порядковой и топологической форм теоремы Хана-Банаха. Эта схема дает новые двойственные постановки ряда задач для весовых пространств голоморфных функций одной и многих переменных, определенных в области из конечномерного комплексного пространства, а именно: нетривиальность заданного пространства; описание нулевых множеств; описание множеств (не-)единственности; существование голоморфных функций-мультипликаторов из определенных классов, "погашающих" рост заданной голоморфной функции; представление мероморфных функций отношением голоморфных функций из заданного пространства. Получено полное решение проблемы Рубела-Тейлора о представлении мероморфной функции многих переменных как частного целых функций наименьшего возможного роста при минимальных ограничениях снизу на рост обобщенной характеристики Неванлинны мероморфной функции. Получены новые достаточные условия для множеств (не-)единственности в весовых пространствах целых функций и в весовых пространствах голоморфных в области комплексной плоскости функций. Решена проблема Пэли для мероморфных, целых и плюрисубгармонических функций многих переменных. Установлены условия полноты систем экспонент в пространствах голоморфных функций в области в терминах распределения последовательностей показателей этих систем экспонент и в терминах геометрических характеристик области. Получены новые условия существования ненулевой целой функции экспоненциального типа с заданными нулями и с заданными ограничениями на индикаторную диаграмму этой функции. Получены новые условия устойчивости полноты, минимальности и избытка системы экспонент в банаховых пространствах функций в области или на жордановой дуге (обобщение теоремы Редхеффера–Александера для отрезков) в новых терминах дефекта выпуклости области или дуги в направлении. Эти условия формулируются в терминах сдвигов показателей экспоненциальных систем. Установлены общие и в то же время легко проверяемые условия, при которых каждый замкнутый идеал (соотв. подмодуль) в алгебрах (соотв. пространствах) голоморфных или дифференцируемых функций одной переменной топологически порождается не более чем двумя порождающими; для широких классов пространств голоморфных функций получены условия, при которых пересечение инвариантных относительно дифференцирования подпространств, допускающих спектральный синтез, наследует или нет это свойство. Установлены критерии существования целой функции экспоненциального типа с заданными распределением корней и ограничением на рост вдоль прямой, что развивает  классическую теорему Мальявена-Рубела до завершенной формы, включающей в себя и субгармонические версии. Получен критерий полноты экспоненциальной системы в банаховом пространстве функций, непрерывных на отрезке заданной длины в равномерной топологии, с точностью до избытка/дефекта не более чем в одну  экспоненциальную функцию исключительно в терминах показателей, длины отрезка и преобразований Гильберта некоторого специального класса тестовых положительных функций.

## Родители, семья
Отец - Хабибуллин Нурмөхәмәт Хабибулла улы (1922-2001); мама - Хабибуллина (Хасанова) Дания Габдрахман кызы (1929-2002); сестра - Идиятуллина (Хабибуллина) Суфия Нурмиевна. Жена - Хабибуллина (Басырова) Назира Рифовна, выпускница математического факультета БашГУ 1981 г. Дети - сын и дочь.